# Caissargues
Caissargues ist eine französische Gemeinde mit 4077 Einwohnern (Stand 1. Januar 2022) im Département Gard der Region Okzitanien.

## Geografie
Caissargues liegt fünf Kilometer südöstlich von Nîmes im Tal des Vistre.

## Geschichte
1904 wurde Caissargues zu einer eigenständigen Gemeinde. Zuvor gehörte es zur Gemeinde Bouillargues.

Während des Baus der A54 wurden Überreste aus prähistorischer Zeit entdeckt. Später war das Gebiet von den Römern und den Westgoten besiedelt. Die Gemeinde erlebte dank des Entstehen zweier Industriegebiete in den Jahren 1988 und 1995 einen wirtschaftlichen Aufschwung.

## Kultur und Sehenswürdigkeiten

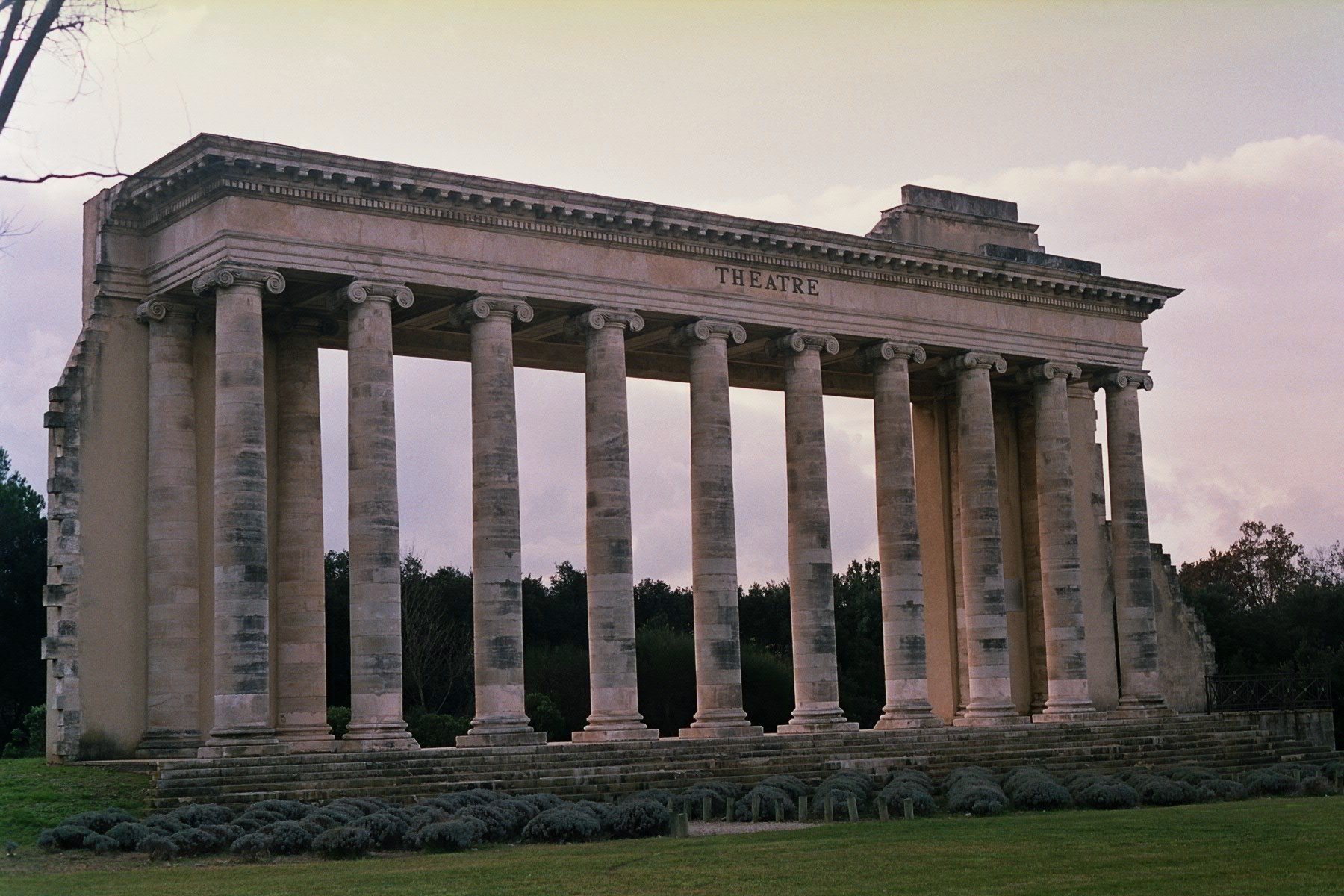
Reste des 1952 niedergebrannten römischen Theaters von Nîmes

- Taubenhaus, gehörte ehemals zum 1574 verschwundenen Bauernhof des Schlosses
- Schloss, seit 1954 in Gemeindebesitz
- Kirche Saint-Sauveur, 1119 erstmals erwähnt
- Archäologisches Museum auf der Raststätte an der A54
- Wiederaufgebauter Rest des zerstörten Römertheaters von Nîmes
- Schloss Belle-Coste und seine Kapelle[2]

## Demografie

### Bevölkerungsentwicklung
| Jahr      | 1962 | 1968 | 1975 | 1982 | 1990 | 1999 | 2008 | 2017 |
| Einwohner | 615  | 810  | 2143 | 3300 | 3292 | 3326 | 3787 | 4027 |

### Altersstruktur
22 Prozent der Bevölkerung sind 19 Jahre alt oder jünger. Sechs Prozent der Bevölkerung sind 75 Jahre alt oder älter.